# Lomographa luciferata
Lomographa luciferata es una especie de polillas de la familia Geometridae. La especie fue descrita por primera vez por el entomólogo inglés Francis Walker en 1862, con distribución endémica en las montañas altas de Borneo y en Bangladés. El sintipo fue descrito en el estado de Sarawak de Malasia.

## Descripción
La especie es de color blanco cremoso con fascias postmediales de color marrón oxidado intenso y flecos en ambas alas. Muy distintivo en su tono frecuentemente ocre, una línea postmedia fuerte, recta y más oscura de color ocre-fulvo y flecos oscuras.

## Distribución
La especie ha sido descrita en la Malasia peninsular, Borneo, las islas de Célebes y Ceram y en Nueva Guinea.
L. luciferata es frecuente o común en localidades boscosas desde las tierras bajas hasta la zona montañosa superior.